# Верхній Баксан
Верхній Баксан (рос. Верхний Баксан) — село в Ельбруському районі Кабардино-Балкарії Російської Федерації.
Орган місцевого самоврядування — сільське поселення Верхній Баксан. Населення становить 448 осіб.

## Історія
Згідно із законом від 27 лютого 2005 року органом місцевого самоврядування є сільське поселення Верхній Баксан.

## Населення
| 1970 | 1979 | 2002 | 2010 | 2012 | 2013 | 2014 |
| ---- | ---- | ---- | ---- | ---- | ---- | ---- |
| 592  | ↘493 | ↘444 | ↗448 | ↗465 | ↗471 | ↘466 |
| 2015 | 2016 | 2017 | 2018 | 2019 | 2020 |      |
| ↗472 | ↗479 | ↘477 | ↗481 | ↘479 | ↘474 |      |